# Тинктури
Тинкту́ри, Геральди́чні кольо́ри (англ. tinctures, лат. tinctura; ісп. esmalte, фр. couleur) — кольори, що використовуються у геральдиці. Поділяються на метали, хутра і фініфті (емалі). У класичній геральдиці використовуються сім кольорів: два метали і п'ять емалей, та два хутра. Спочатку було тільки чотири кольори — червоний, синій, чорний і білий, але потім з'явилися додаткові кольори: зелений, жовтий і пурпуровий. Жовтий і білий, спочатку незалежні від золота і срібла кольори, пізніше стали замінювати ці два метали, і як самостійні вже не використовувалися.

## Таблиця
| Клас               | Клас         | Метали        | Метали         | Емалі         | Емалі       | Емалі        | Емалі       | Емалі          | Відтінки         | Відтінки         | Відтінки        |
| ------------------ | ------------ | ------------- | -------------- | ------------- | ----------- | ------------ | ----------- | -------------- | ---------------- | ---------------- | --------------- |
| Назва              | Назва        | Срібло Argent | Золото Or      | Червінь Gules | Чернь Sable | Лазур Azure  | Зелень Vert | Пурпур Purpure | Багрянець Murrey | Кров Sanguine    | Брунатний Tenné |
| Назва              | Назва        |               |                |               |             |              |             |                |                  |                  |                 |
| Кольори            | Кольори      | срібний білий | золотий жовтий | червоний      | чорний      | синій        | зелений     | пурпуровий     | багряний         | криваво-червоний | коричневий      |
| Монохромна графіка | Штрихування  |               |                |               |             |              |             |                |                  |                  |                 |
| Монохромна графіка | Скорочення   | ar.           | o.             | gu.           | s., sa.     | as., bl., b. | vt., v.     | purp., pu., p. | m.               | ♌               | ♌              |
| Символи            | Небесні тіла | Місяць, ☾     | Сонце, ☉       | Марс, ♂       | Сатурн, ♄   | Юпітер, ♃    | Венера, ♀   | Меркурій, ☿    | хвіст дракона    | хвіст дракона    | голова дракона  |
| Символи            | Камінь       | перли         | топаз          | рубін         | діамант     | сапфір       | смарагд     | аметист        | онікс            | онікс            | гіацинт         |

## Історія
Згідно з трактатом «L'Arbre де Батай», часів французького короля Карла V (XIV ст.), спочатку в геральдиці використовувалися лише чотири кольори: червоний, синій, білий і чорний. Незабаром додалися зелений, жовтий (золотий), і пурпуровий, а в англійських гербах, крім того, з'явився помаранчевий. У зв'язку з поширенням звичаю прикрашування щитів золотом і сріблом, близько 1400 року був затверджений поділ тинктур на благородні метали і фініфті. Білий і жовтий кольори, що замінювали метали, як самостійні кольори більше не використовувалися.
Вивчення частоти використання кольорів і металів у Франції показало, що коли в середньовіччі домінував червоний колір, то починаючи з XIII століття, відбувалося стабільне зростання у вжитку на гербах синього кольору, який в XVII столітті став переважати за рахунок застосування його в гербах простолюдинів (хоча в гербах знаті залишився домінувати червоний). Сьогодні синій колір є найпоширенішим в європейській геральдиці, залишаючи інші тинктури далеко позаду (хоча в Стародавньому Римі він вважався «варварським», а в епоху царювання Карла Великого жоден з представників знаті не дозволив би собі з'явитися прилюдно в одязі синього кольору, так як він зазвичай призначався для буднів). Синій колір став сприйматися як вишуканий тільки за часів Людовика Святого. Найрідкіснішим кольором в геральдиці (з основних) в усі часи був зелений.

## Метали
В класичній геральдиці використовуються лише два метали — золото та срібло.
| Золото (Or) — король металів, символізує знатність, могутність і багатство, а також чесноти: силу, вірність, чистоту, справедливість, милосердя і упокорювання. Графічно позначається точками, усіяними по полю. Замінює собою жовтий колір. |
| Срібло (Argent)— символізує благородство, відвертість, а також чистоту, невинність і правдивість. Графічно зображається пустим полем. Замінює собою білий колір.                                                                             |

Проте в геральдиці деяких країн, наприклад Польщі, присутній ще один метал — сталь.

## Емалі

### Класичні емалі
В класичній геральдиці спершу використовували лише синій, чорний та червоний кольори, які потім доповнили зеленим та пурпуровим.
|  | Лазур (Azure) або Синій — символізує великодушність, чесність, вірність і бездоганність, або просто небо. Графічно позначається горизонталними лініями. Отримувався при змішуванні кобальту і ультрамарину. |
|  | Червінь (Gules) або Червоний — символізує хоробрість, мужність, любов, а також кров, пролиту в боротьбі. Графічно позначається вертикальними лініями. Отримувався при змішуванні сурику і кіноварі. |
|  | Зелень (Vert) або Зелений — символізує надію, достаток, свободу і радість, але може і просто означати луг трав. Графічно позначається діагональними лініями справа наліво. Отримувався при змішуванні хрому і рослинної зелені. |
|  | Чернь (Sable) або Чорний — символ обережності, мудрості, постійності у випробуваннях, а також печалі і трауру, смутку. Графічно позначається перетином горизонтальних і вертикальних ліній. Наносився паленою слоновою кісткою. |
|  | Пурпур (Purpure) або Пурпуровий — символізує благочестя, помірність, щедрість і верховне панування. Графічно позначається діагональними лініями зліва направо. Отримувався при змішуванні карміну і рожевого лаку. Пурпур рідко застосовувався у геральдиці — це пов'язано з тим, що натуральну пурпурову фарбу добували з двох різних видів молюсків у Середземному морі. Один давав темний, фіолетовий відтінок, а інший — так званий вогненно-червоний. |

### Західноєвропейські додаткові емалі
У західноєвропейській (переважно в англійській) геральдиці присутні також декілька рідкісних тинктур, що використовуються з 1600 року: Orange, Tenne, Murrey та Sanguine. Пізніше до них долучилися ще Bleu-celeste (блакитний), Brunatre (брунатний), Cendree (попелястий) та Rose (рожевий).
|  | Оранжевий (Orange) або Помаранчевий позначається вертикальними пунктирними лініями. Може ототожнюватися з рудувато-брунатним. Притаманний англійській геральдиці. |
|  | Брунатний (Brunatre/Tenne) або Коричневий позначається перетином діагональних ліній з права з вертикальними лініями. Зустрічається в польській геральдиці (пол. brunatny). Часто ототожнюється з рудувато-брунатним (Tenne/Orange-tawny), який позначається перетином діагональних ліній з ліва з горизонтальними лініями або діагональних ліній з права з вертикальними лініями. |
|  | Багряний (Murrey) позначається перетином правих і лівих діагональних ліній. |
|  | Кривавий (Sanguine) позначається перетином горизонтальних ліній з діагональними лініями з права. Може ототожнюватися з багряним. |

Ці тинктури не належать ні до емалей, ні до металів, ні до хутра і класифікуються як відтінки, т.зв. «натуральні кольори». У геральдиці, коли мова йде про фігуру, пофарбовану таким кольором, завжди застосовується термін «натуральне забарвлення». У класичній геральдиці діяв принцип, згідно з яким замість натуральних кольорів підбиралися схожі до них за характером геральдичні тинктури (наприклад, олені і собаки зображувалися чорними або червоними, леви — золотими або червоними, людське тіло — срібним або червоним). В сучасній українській геральдиці вони не використовуються.

## Хутра
Існує два традиційних геральдичних хутра: горностаєве і біляче. Традиція використовувати в геральдиці хутра походить, ймовірно, від давнього звичаю оббивати щити хутром тварин.
| Горностаєве хутро умовно зображується у вигляді чорних хрестиків (цяточок), розширених до низу, на срібному полі, чи більш натуралістично: чорними хвостиками на срібному полі з текстурою хутра. Горностаєвий хутро буває чотирьох видів: «ermine» — біла область з чорними цятками, «горностай», — чорна область з білими цятками (противогорностаєве), «erminois» — золота область з чорними цятками. Є також і хутро «pean» (шкіра) — зображуване чорною областю з золотими цятками.            |
| Біляче хутро умовно зображується білими і блакитними шоломоподібними фігурами, розташованими поперемінно (це пояснюється особливістю забарвлення білки, хутро якої є сіро-блакитне на спині і біле на череві, так що, коли шкурки зшивалися, темне хутро чергувалося з білим). Біляче хутро, як і горностаєве, може бути протибілячим. Різновид білячого хутра, що зустрічається тільки в англійській геральдиці — «potent», яке зображується не щитоподібними, а Т-подібними почерговими фігурами. |